# Інформаційна зброя
Інформаці́йна збро́я (англ. Information weapon) — донесення інформації у такий спосіб, який змінює сприйняття та думки щодо ситуації, спричиняє переосмислення мотивацій жертви, і, як наслідок — втрату бажань воювати чи протистояти. В залежності від можливостей, направленість інформаційної зброї може впливати на конкретні фрейми-мішені знань, до повних епістемологічних спотворень — змінювати організацію, структурні методи та обґрунтованість знань. Окремі дослідники інформаційного впливу зазначають, що окрім зброї, інформація теж може бути мішенню і бути перетворена у дезінформацію.
Поняття інформаційної зброї може у більш вузькому сенсі трактуватись як засоби впливу у еру інформаційних технологій, з якими асоціюються засоби розповсюдження інформації.